# عثمان ديارا
عثمان ديارا (بالفرنسية: Ousmane Diarra)‏ هو منافس ألعاب قوى فرنسي، ولد في 10 فبراير 1964 في داكار في السنغال.

## وصلات خارجية
- عثمان ديارا على موقع الاتحاد الدولي لألعاب القوى (الإنجليزية)
- عثمان ديارا على موقع الاتحاد الفرنسي لألعاب القوى (الفرنسية)
- عثمان ديارا على موقع أوليمبيديا (الإنجليزية)